# Phyllonorycter aroniae
Phyllonorycter aroniae is een vlinder uit de familie mineermotten (Gracillariidae). De wetenschappelijke naam is voor het eerst geldig gepubliceerd in 1936 door M. Hering.
De soort komt voor in Europa.